# Sancho kuiteri
Sancho kuiteri is een vlokreeftensoort uit de familie van de Sanchoidae. De wetenschappelijke naam van de soort is voor het eerst geldig gepubliceerd in 2001 door Lowry & Barnard.